# Sesenieli Donu
Sesenieli Donu (3 de março de 1996) é uma jogadora de rugby sevens fijiana.

## Carreira
Donu nasceu na vila Vatukarasa na província Nadroga Navosa. Ela integrou a Seleção Fijiana de Rugby Sevens Feminino nos Jogos Olímpicos de Verão de 2020 em Tóquio, quando conquistou a medalha de bronze após derrotar a equipe britânica por 21–16.